# Црква Светог апостола и јеванђелисте Луке у Осретку
Црква Светог апостола и јеванђелисте Луке у Осретку, насељеном месту на територији општине Сребреница, припада Епархији зворничко–тузланској Српске православне цркве.

## Историјат
Градња цркве Светог апостола и јеванђелисте Луке у Осретку је започета 1938. године. Темеље је освештао епископ зворничко-тузлански Лонгин Томић, због Другог светског рата, 21. априла 1964. године уз саслуживање архијерејског заменика проте Константина Зимоњића, архијерејског намесника проте Николе Мандића, јерођакона Василија Качавенде и месног пароха јереја Ранка Јотића. Звоник са једним звоном је подигнут 1973. године. Обнова храма је почела 1999. године, а обновљени храм је освештао епископ зворничко-тузлански Василије Качавенда 31. октобра 2003. Иконостас од храстовине је израдио Живко Вуковић из Шњеготине Горње. Иконе на иконостасу је живописао Петар Билић из Београда. Осредачка парохија је основана 2000. године издвајањем из састава Растушке парохије.